# Chen Hang
Chen Hang (caracteres chinos tradicionales: 陳杭; simplificados: 陈杭) (n. 1931 ) es una notable botánica y horticultora china.

## Carrera
Chen es aborigen del Condado Guangde, provincia Anhui. En 1949, estudió en el Departamento de Horticultura de la Universidad de Zhejiang. En 1953, se graduó en ese Departamento, en la Facultad de Agricultura de Zhejiang (actual Univ. de Zhejiang).
Ha trabajado en Pekín por mucho tiempo. Chen es la principal fundadora del moderno Centro de Estudios Vegetales de Pekín (BVRC; 北京蔬菜研究中心), y es su actual Directora. Chen es vicepresidenta e investigadora del "Instituto de Estudios de Agricultura y Forestales de Pekín" (北京農林科學院/北京农林科学院). También es profesora a tiempo parcial en la Universidad de Zhejiang.

## Honores
- Directora de la Sociedad China de Horticultura

- 1990 : medalla Veitch (de oro), por la Royal Horticultural Society (RHS). Es la primera científica china en recibir tal honor[2][3]